# Saison 1999-2000 du Sporting Club de Bastia
Maillots
Chronologie
Saison précédente Saison suivante
Cet article traite de la saison 1999-2000 du Sporting Club de Bastia.

## Résumé de la saison
Après une saison 1998-1999 mitigée, Frédéric Antonetti fait son retour à Bastia après une expérience japonaise au Gamba Osaka. Le Sporting ne retrouve cependant pas la régularité à l'extérieur (aucune victoire cette saison), mais d'un autre côté, il atteint le stade des demi-finale en Coupe de la Ligue, toujours battu par le Paris Saint-Germain (aucune victoire sur les trois confrontations de cette saison face au PSG).

### Division 1
Malgré tout, le bilan de la saison est désastreux à l'extérieur (0V-7N-10D). Les hommes de Frédéric Antonetti ont d'ailleurs subi leurs plus gros revers de la saison à l'extérieur contre Lens et Monaco.
À domicile, c'est plus juste (11V-5N-1D). Avec un brillant parcours, seul le Paris Saint-Germain réussit à s'imposer à Furiani. Le FC Nantes et l'Olympique lyonnais ont subi des revers dans l'antre de Furiani, ainsi que le futur champion de France, Monaco.

## Rencontres de la saison

### Division 1
| Journée | Club                   | Résultat | Club                   | Date, heure                | Buteurs du SCB                                              |
| ------- | ---------------------- | -------- | ---------------------- | -------------------------- | ----------------------------------------------------------- |
| J01     | Girondins de Bordeaux  | 3-2      | SC Bastia              | 30 juillet 1999, 19 h 00   | Née 57e, Petersen 68e                                       |
| J02     | SC Bastia              | 3-0      | RC Strasbourg          | 6 août 1999, 20 h 00       | Casanova 34e, Petersen 67e, Née 82e                         |
| J03     | AS Monaco              | 4-0      | SC Bastia              | 14 août 1999, 20 h 00      |                                                             |
| J04     | SC Bastia              | 2-1      | FC Nantes              | 22 août 1999, 19 h 00      | Laurent 60e, Prince 80e                                     |
| J05     | Olympique de Marseille | 1-1      | SC Bastia              | 28 août 1999, 20 h 00      | Née 7e                                                      |
| J06     | SC Bastia              | 1-1      | AS Nancy-Lorraine      | 11 septembre 1999, 20 h 00 | André 76e                                                   |
| J07     | CS Sedan Ardennes      | 2-0      | SC Bastia              | 19 septembre 1999, 18 h 00 |                                                             |
| J08     | SC Bastia              | 1-1      | Le Havre ASC           | 25 septembre 1999, 20 h 00 | Jurietti 28e                                                |
| J09     | AS Saint-Étienne       | 1-1      | SC Bastia              | 2 octobre 1999, 20 h 00    | André 78e                                                   |
| J10     | SC Bastia              | 2-0      | RC Lens                | 13 octobre 1999, 20 h 00   | Née 67e, Prince 88e                                         |
| J11     | AJ Auxerre             | 3-1      | SC Bastia              | 16 octobre 1999, 20 h 00   | Soumah 78e                                                  |
| J12     | Montpellier HSC        | 1-1      | SC Bastia              | 24 octobre 1999, 18 h 00   | Prince 11e                                                  |
| J13     | SC Bastia              | 5-0      | Troyes ESC             | 30 octobre 1999, 20 h 00   | Lachuer 10e, Jurietti 31e, André 63e, Prince 69e, Mendy 82e |
| J14     | Stade rennais          | 0-0      | SC Bastia              | 6 novembre 1999, 20 h 00   |                                                             |
| J15     | SC Bastia              | 0-0      | FC Metz                | 10 novembre 1999, 19 h 00  |                                                             |
| J16     | Paris Saint-Germain    | 2-0      | SC Bastia              | 19 novembre 1999, 20 h 00  |                                                             |
| J17     | SC Bastia              | 3-0      | Olympique lyonnais     | 28 novembre 1999, 20 h 45  | Lachuer 20e, Née 77e, 85e                                   |
| J18     | RC Strasbourg          | 2-0      | SC Bastia              | 3 décembre 1999, 20 h 00   |                                                             |
| J19     | SC Bastia              | 1-0      | AS Monaco              | 12 décembre 1999, 17 h 00  | Camara 86e                                                  |
| J20     | FC Nantes              | 1-1      | SC Bastia              | 18 décembre 1999, 20 h 00  | Née 90e                                                     |
| J21     | SC Bastia              | 0-0      | Olympique de Marseille | 12 janvier 2000, 20 h 00   |                                                             |
| J22     | AS Nancy-Lorraine      | 1-0      | SC Bastia              | 15 janvier 2000, 20 h 00   |                                                             |
| J23     | SC Bastia              | 1-0      | CS Sedan Ardennes      | 26 janvier 2000, 20 h 00   | Laurent 69e                                                 |
| J24     | Le Havre ASC           | 2-2      | SC Bastia              | 2 février 2000, 20 h 00    | Jurietti 30e, Laurent 67e                                   |
| J25     | SC Bastia              | 4-0      | AS Saint-Étienne       | 5 février 2000, 20 h 00    | Lachuer 40e, Née 63e, 85e, Swierczewski 75e                 |
| J26     | RC Lens                | 4-0      | SC Bastia              | 16 février 2000, 20 h 00   |                                                             |
| J27     | SC Bastia              | 2-0      | AJ Auxerre             | 26 février 2000, 19 h 00   | André 49e, 90e                                              |
| J28     | SC Bastia              | 1-0      | Montpellier HSC        | 11 mars 2000, 20 h 00      | Prince 90e                                                  |
| J29     | Troyes ESC             | 1-0      | SC Bastia              | 25 mars 2000, 20 h 00      |                                                             |
| J30     | SC Bastia              | 4-2      | Stade rennais          | 8 avril 2000, 20 h 00      | André 17e, 45e, Nalis 72e, Née 74e                          |
| J31     | FC Metz                | 1-1      | SC Bastia              | 15 avril 2000, 20 h 00     | Prince 90+4e                                                |
| J32     | SC Bastia              | 1-2      | Paris Saint-Germain    | 30 avril 2000, 18 h 45     | Petersen 90e                                                |
| J33     | Olympique lyonnais     | 2-1      | SC Bastia              | 4 mai 2000, 20 h 00        | Née 17e                                                     |
| J34     | SC Bastia              | 1-1      | Girondins de Bordeaux  | 13 mai 2000, 20 h 00       | Prince 87e                                                  |

### Coupe de la Ligue
| Stade           | Club                | Résultat | Club                   | Date, heure              | Buteurs du SCB                       |
| --------------- | ------------------- | -------- | ---------------------- | ------------------------ | ------------------------------------ |
| 1/16e de finale | SC Bastia           | 3-0      | Olympique de Marseille | 9 janvier 2000, 20 h 45  | Lachuer 56e, Jurietti 59e, André 71e |
| 1/8e de finale  | SC Bastia           | 1-0      | Montpellier HSC        | 30 janvier 2000, 16 h 15 | Jurietti 31e                         |
| 1/4 de finale   | Olympique lyonnais  | 0-1      | SC Bastia              | 19 février 2000, 20 h 45 | Née 101e                             |
| 1/2 finale      | Paris Saint-Germain | 4-2      | SC Bastia              | 1er avril 2000, 20 h 45  | André 13e, Petersen 90+2e            |